# Argonne (Orléans)
Pour les articles homonymes, voir Argonne.
L’Argonne est un quartier du nord-est de la commune d'Orléans situé dans le département du Loiret et la région Centre-Val de Loire. Il compte près de 7 500 habitants en 2018.

## Histoire

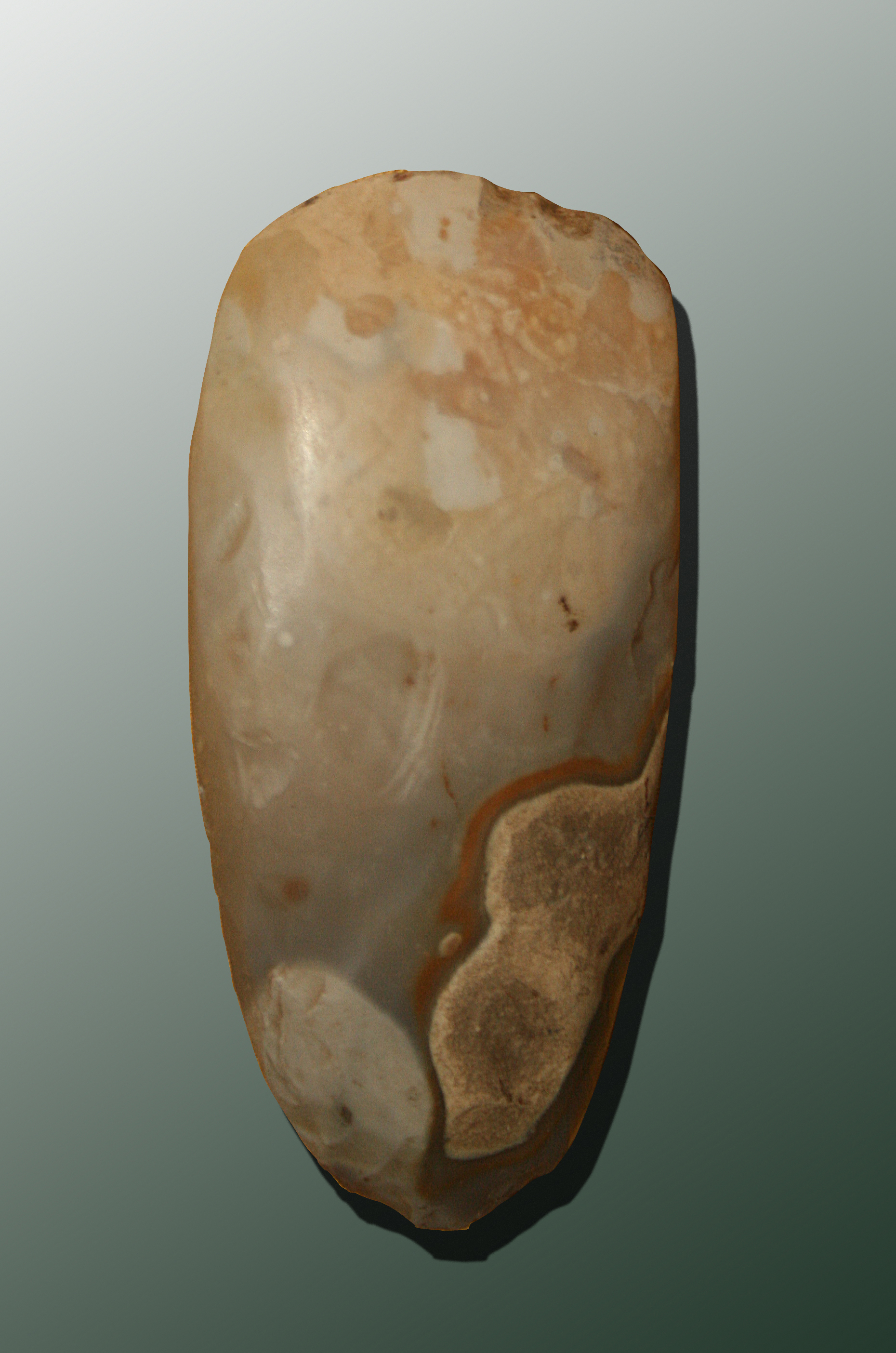
Hache polie, trouvée dans le quartier de l'Argonne.

Durant le néolithique le quartier joue un rôle de frontière avec sa forêt humide.  
Le quartier tire son nom d'une de ses rues principales, la rue de l'Argonne, elle-même dénommée en hommage aux combattants des batailles de l'Argonne pendant la Première Guerre mondiale.
Cette ancienne zone à urbaniser en priorité (ZUP) était en partie classée zone urbaine sensible (ZUS), avant de devenir un quartier prioritaire en 2015,.
Une partie du quartier est classée zone franche urbaine le 1er août 2006.
Entre 2018 et 2019, la majorité des immeubles vers la rue François-Couperin ont été détruits pour prévoir de nouvelles habitations. Cela a été le cas en juin 2015 pour les barres d'immeubles longeant une partie du boulevard Marie-Stuart.

## Géographie
Le quartier est situé dans le nord-est de la ville d'Orléans dans la région naturelle du Val de Loire.

### Voies de communication
Le quartier est desservi par la ligne B du tramway d'Orléans et les lignes de bus 3, 4 et 7 des transports de l'agglomération orléanaise (TAO).

### Urbanisme
Le quartier regroupe quelques habitations à loyer modéré sous forme de pavillons et de groupes d'immeubles.
Malgré sa proximité avec le centre-ville d'Orléans, le quartier souffre d'un cloisonnement renforcé par les axes principaux du quartier : l'avenue des Droits de l'Homme qui borde le quartier au nord et à l'ouest ainsi que le boulevard Marie-Stuart qui traverse le quartier d'est en ouest et qui constitue un axe de transit entre l'est de l'agglomération orléanaise et le centre-ville.
Les voies secondaires et le réseau de desserte des habitations apparaissent peu structurés et les cheminements ne facilitent pas les déplacements entre les quelque trente résidences qui composent le quartier.

## Administration
- Marie de proximité de l'Argonne
- Médiathèque de l'Argonne

## Démographie
Le secteur Argonne - Nécotin - Belneuf abrite 8 600 habitants. 

## Éducation
- Collège Jean-Rostand
- Ecole du Nécotin
- Ecole Gutenberg
- Ecole Claude Lewy
- Ecole Jean Piaget

## Infrastructures
- La bibliothèque de l'Argonne, ouverte en 1995[7]
- La mosquée Assunnah
- Le marché de l'Argonne, organisé tous les vendredis
- L'Église Saint Jean Bosco, ouverte en 1963
- La mosquée pakistanaise
- Maison de Santé
- Centre Médico-Psychologique